# Mauser C96
La Mauser C-96 (Construktion 96, o simplemente C96) es una pistola semiautomática que fue producida originalmente por el fabricante alemán de armas Mauser de 1896 a 1937. También se fabricaron copias sin licencia de la pistola en España y China en la primera mitad del siglo XX.
Las características distintivas de la C96 son el cargador interno frente al gatillo, el cañón largo, el culatín de madera que le da la estabilidad de una carabina y también sirve como funda o estuche de transporte, y una empuñadura con forma del mango de una escoba. La empuñadura le valió a la pistola el sobrenombre de Broomhandle (mango de escoba) en el mundo de habla inglesa, debido a su mango redondo de madera, y en China, la C96 recibió el sobrenombre de "cañón de caja" (chino :盒子炮; pinyin: hézipào) debido a la forma rectangular de su funda.
Con su cañón largo y su cartucho de alta velocidad, la Mauser C96 tenía un alcance superior y una mejor penetración que la mayoría de las otras pistolas de su época; el cartucho 7,63 × 25 mm Mauser fue el cartucho de pistola fabricado comercialmente de mayor velocidad hasta la llegada del cartucho .357 Magnum en 1935.
Mauser fabricó aproximadamente un millón de pistolas C96, mientras que la cantidad producida en España y China fue grande pero desconocida, debido a la inexistencia o la mala conservación de los registros de producción de estos países.

## Historia
El desarrollo de la C96 comenzó entre 1893 y 1894. La mayor parte de estos trabajos fue realizado por los hermanos Fidel, Fredrich y Joseph Federle, que trabajaban para la empresa Mauser en aquella época. El diseño final apareció a principios de 1895 y había sido patentado por Paul Mauser. La producción comenzó en 1896. La C-96 había sido ofrecida al ejército alemán pero en aquel momento fue rechazado.
Esta arma se usó por primera vez en acciones de guerra durante la Guerra Bóer en Sudáfrica (1899-1902).
La Mauser C96 puede considerarse una de las primeras armas cortas para defensa personal, ya que su largo cañón y potente cartucho le otorgaban un mayor alcance y mejor capacidad de penetración que la mayoría de las pistolas de la época; el cartucho 7,63 x 25 Mauser fue el cartucho de pistola fabricado comercialmente de mayor velocidad hasta la llegada del cartucho .357 Magnum en 1935.
Un año después de su introducción en 1896, el C96 se había vendido a gobiernos y comercialmente a civiles y oficiales militares individuales.
La pistola Mauser C96 era extremadamente popular entre los oficiales británicos en ese momento y muchos la compraron de forma privada. Mauser suministró la C96 a Westley Richards en el Reino Unido para su distribución y venta. Al comienzo de la Primera Guerra Mundial, la popularidad de la C96 entre el ejército británico había disminuido.
Como arma militar, las pistolas sirvieron en varias guerras coloniales, así como en la Primera Guerra Mundial, el Alzamiento de Pascua y la guerra civil irlandesa, donde el arma fue apodada Peter the Painter en honor al gánster londinense contemporáneo de ese nombre que se creía usar uno, y porque la empuñadura de pistola parecía el mango de un pincel, la guerra de Independencia de Estonia, la guerra civil española, la guerra civil china y la Segunda Guerra Mundial. Durante la era de los señores de la guerra en China, los embargos europeos sobre la exportación de fusiles a los señores de la guerra chinos significaron que la C96 se convirtió en un pilar de los ejércitos de la época, y la forma básica de la pistola se copió ampliamente. La C96 también se convirtió en un elemento básico de los comisarios bolcheviques de un lado y de varios señores de la guerra y líderes de pandillas de otro en la guerra civil rusa, conocido simplemente como "la Mauser". Los revolucionarios comunistas Yakov Yurovsky y Piotr Ermakov utilizaron Mauser para ejecutar a la antigua familia imperial rusa en julio de 1918.
A Winston Churchill le gustaba la Mauser C96 y usó una en la Batalla de Omdurman de 1898 y durante la Segunda Guerra de los Bóeres; Lawrence de Arabia llevó un Mauser C96 durante un tiempo, durante su estancia en Oriente Medio. El revolucionario indio Ram Prasad Bismil y sus partidarios utilizaron estas pistolas Mauser en el histórico robo del tren Kakori en agosto de 1925. El general comunista chino Zhu De llevó una Mauser C96 durante su revuelta de Nanchang y conflictos posteriores; su arma (con su nombre impreso en ella) se puede ver en el museo de guerra de Beijing.
Se utilizaron tres Mauser C96 en el asesinato del primer ministro español Eduardo Dato en 1921, y una Mauser C96 se utilizó en el asesinato del rey de Yugoslavia Alejandro I en 1934.
Las copias nacionales e importadas de la C96 fueron ampliamente utilizadas por los chinos en la segunda guerra sino-japonesa y la guerra civil china, así como por los españoles durante la guerra civil española y los alemanes en la Segunda Guerra Mundial.
Además de la recámara estándar de 7,63 × 25 mm, las pistolas C96 también se recámaraban comúnmente para 9×19 mm Parabellum, y también se produjo una pequeña cantidad en 9 mm Mauser Export. En 1940, los funcionarios de Mauser propusieron utilizar la C-96 como banco de pruebas para una actualización del cartucho 9 × 25 mm Mauser Export para igualar la balística del .357 Magnum. Por último, había un modelo fabricado en China con recámara para .45 ACP. A pesar de la popularidad y fama mundial de la pistola, China fue la única nación que usó la C96 como la pistola de servicio principal de su ejército y policía.

## Variantes

### Mauser 1897 del Ejército Turco
El primer contrato militar de Mauser fue con el gobierno otomano en 1897. Ordenaron 1000 pistolas para los guardias del palacio real. Tenían su propio rango de números de serie, del 1 al 1000. Se diferencian en que utilizan un sistema numérico Farsíi en la graduación del alza y el número de serie, y el arma está designada en el sistema numérico del año del calendario musulmán "1314" en lugar del año del calendario gregoriano "1896/1897". Las marcas incluyen una estrella de seis puntas a ambos lados del escudo de armas del Sultán Abdul Hamid II (banderas turcas cruzadas, varias armas de asta y una colección de sus premios y honores reales) y el año musulmán 1314 en el panel cuadrado del marco trasero izquierdo. Bajo el gobierno del sultán, existía una gran preocupación por posibles golpes militares, y la mayoría de las armas estaban guardadas bajo llave en armerías, incluidas muchas de las pistolas C96. Después de la Revolución de 1908-1909, estas pistolas se entregaron al ejército y la policía para uso de servicio. Algunas se usaron en combate en la Primera Guerra Mundial, y después de la guerra se consideraron obsoletas, y se pusieron a la venta a bajo costo para los oficiales del ejército o la policía. Todo esto significó que tuvieron mucho uso y, como resultado, pocos ejemplares sobreviven hoy, muchos de ellos en condiciones bastante malas.

### Mauser 1899 de la Armada italiana
En 1899, el gobierno italiano ordenó el primer contrato militar importante de Mauser; un pedido de 5.000 pistolas C96 para la Real Armada Italiana. Se diferencian en que tienen "lados lisos" (es decir, carecían del fresado en los lados que se encuentran en los Mauser comerciales, probablemente para reducir costos o tiempo de fabricación). También tienen un "martillo de anillo" en lugar del "martillo de cono" anterior. Estas armas tenían su propio rango de números de serie, del 1 al 5000.

### Mauser Persa del contrato de 1910
El gobierno persa ordenó 1.000 pistolas. Tienen estampado el escudo "León y Sol" del gobierno persa en el panel fresado rectangular del lado izquierdo del arma y los números de serie van desde 154000 a 154999. A menudo se confunden con las Mauser turcas de 1897.

### Contrato austriaco de 1916
El imperio austrohúngaro encargó 50.000 Mauser C96 de calibre estándar 7,63 mm. Un pequeño lote fue recalibrado a 8 mm (8,11 × 27 mm Gasser) por una razón desconocida.

### Mauser M1916 prusiana "9 Rojo"
Durante la Primera Guerra Mundial, el Ejército Imperial Alemán contrató a Mauser por 150.000 pistolas C96 para 9mm Parabellum para compensar la lenta producción de la pistola estándar Luger P08. Utilizan los mismos cargadores internos que la C96 original, también tienen capacidad para diez cartuchos. Esta variante de la C96 se denominó "9 Rojo" después de que un gran número 9 se grabara en los paneles de la empuñadura y se pintara de rojo (Esto se hizo para advertir a los usuarios de las pistolas que no las carguen incorrectamente con munición de 7,63 mm). Debido a que el ejército delegó la marca a los armeros de la unidad, no todas las pistolas de 9 mm llevan la característica marca. Las primeras entregas se realizaron en enero de 1918, y continuarían hasta el final de la guerra. Mauser no pudo cumplir por completo el contrato y solo se entregaron alrededor de 95.000 para el final de la guerra, aunque la producción continuó después de la guerra. Estas pistolas están numeradas en una nueva serie que comienza en "1", sin relación con los números de serie de las pistolas Mauser comerciales. Algunas, pero no todas, tienen una marca de águila prusiana en la parte delantera del cargador. La producción total después de la guerra continuó hasta alrededor de 140.000. Las pistolas de 9 mm se pueden diferenciar de conversiones de 7,63 mm a 9 mm porque tienen miras de 9 mm (marcadas como "50 m-500 m") en lugar de miras de 7,63 mm (marcadas como "50 m-800 m").

### Contrato de la policía francesa M1920
Justo después de la Primera Guerra Mundial, el gobierno francés hizo un pedido de 2000 pistolas con para la Gendarmería Nacional a través del distribuidor alemán Albrecht Kind. La pistola tiene empuñaduras de ebonita negra en lugar de madera y cañones de 99 mm (3,9 pulgadas).

### Contrato de la Luftwaffe de la Segunda Guerra Mundial
El gobierno alemán compró 7.800 pistolas comerciales M1930 en 1940 para su uso por la Luftwaffe. Tienen marcas de prueba de la Wehrmacht y los números de serie de Mauser datan de principios a mediados de la década de 1930. El arma había dejado de producirse en 1937, pero el pedido se cumplió con las existencias restantes. Estos probablemente fueron comprados por el alto mando de las fuerzas armadas y entregados a las tripulaciones de motocicletas y cañones antiaéreos de la Luftwaffe.
Existen diversas variantes, que incluyen a la "Bolo-Mauser" (por Bolshevik Mauser) calibre 7,63 mm con cañón corto (99 mm) y empuñadura pequeña (llamada así por los grandes pedidos del gobierno bolchevique de la Unión Soviética durante la década de 1920, cuando los fabricantes de armas alemanes tenían que atenerse a la restricción del Tratado de Versalles sobre la longitud del cañón), las variantes con cargadores extraíbles, cuya capacidad fluctúa entre los 6 y 40 cartuchos, y modelos como la pistola automática M712 Schnellfeuer (fuego rápido, en alemán) de 1932; esta pistola estaba construida con más de 40 piezas elaboradas a mano. El modelo 712 incluye una palanca en el lado izquierdo del armazón, lo que le permitía seleccionar el disparo simple o completamente automático. Todas las versiones fueron construidas para emplear un culatín desmontable de madera, que a la vez les sirve de funda. También fue fabricado un pequeño número de modelos en formato carabina con culata de madera, guardamano de madera y un cañón más largo.
La C96 tomó su forma final en 1912, cuando se adoptó un nuevo tipo de seguro (marcado NS -"Neue Sicherung"), junto con un extractor más corto y un martillo más ancho y ligero.
En 1915 durante la Primera Guerra Mundial, el Ejército Imperial Alemán encargó a Mauser un lote de 150.000 pistolas C-96 recalibradas para el cartucho 9 x 19 Parabellum. Esta variante fue llamada "Red 9", por el gran número nueve grabado y pintado en rojo sobre las cachas para que los usuarios de la pistola no la cargaran por error con cartuchos 7,63 x 25 Mauser. 
En 1921, los asesinos del presidente del gobierno español Eduardo Dato usaron tres Mauser C96. 
Entre 1931 y 1932, los ingenieros de Mauser desarrollaron dos versiones más recientes de la C96 - modelos 711 y 712. La diferencia principal de estos modelos fue la adopción de cargadores extraíbles para 10 o 20 cartuchos. El modelo 712 también incluía un mecanismo selector del modo de disparo, con la palanca en el lado izquierdo y opciones semiautomático o ráfaga con una cadencia de 1000 disparos/minuto. 
Estas armas fueron utilizadas en cantidades limitadas por el ejército alemán en la Segunda Guerra Mundial.
En España se fabricó como Astra Modelo 900, una copia de la C96 manufacturada por Unceta y Cía. en diversos submodelos, entre 1927 y 1936. También la empresa armera Beistegui Hermanos la fabricó como Royal para la exportación y MM31 y MM34 (Modelo Militar) para concursos de adquisición nacionales calibrada para los cartuchos 7,63 x 25 Mauser, 9 x 23 Largo y .38 Super. A esta copia española de la C96 se añadió la novedad de un selector para fuego automático o ráfaga.

## Munición
La C96 fue originalmente calibrada para el cartucho 7,63 x 25 Mauser, pero varias fueron producidas para los cartuchos 9 x 19 Parabellum y 9 mm Mauser Export (9 x 25), un cartucho más potente que el 9 mm Parabellum. Las versiones calibradas para el cartucho .45 ACP fueron producidas por China en el arsenal de Sanshui en 1929. También se fabricaron cantidades limitadas de pistolas C96 calibradas para cartuchos como el 7,65 x 25 Borchardt, 9 mm Mauser, 7,65 x 22 Parabellum, 9 x 23 Largo (Bergmann) y 8,15 mm Mauser.

## Servicio
La C96 fue vendida en todo el mundo. Era el arma predilecta de Winston Churchill, que utilizó una de ellas en la Batalla de Omdurmán y la Guerra de los Bóeres. Estas pistolas sirvieron en diversos conflictos coloniales, la Primera Guerra Mundial, la guerra civil española, la guerra del Chaco y la Segunda Guerra Mundial, entre otros. 

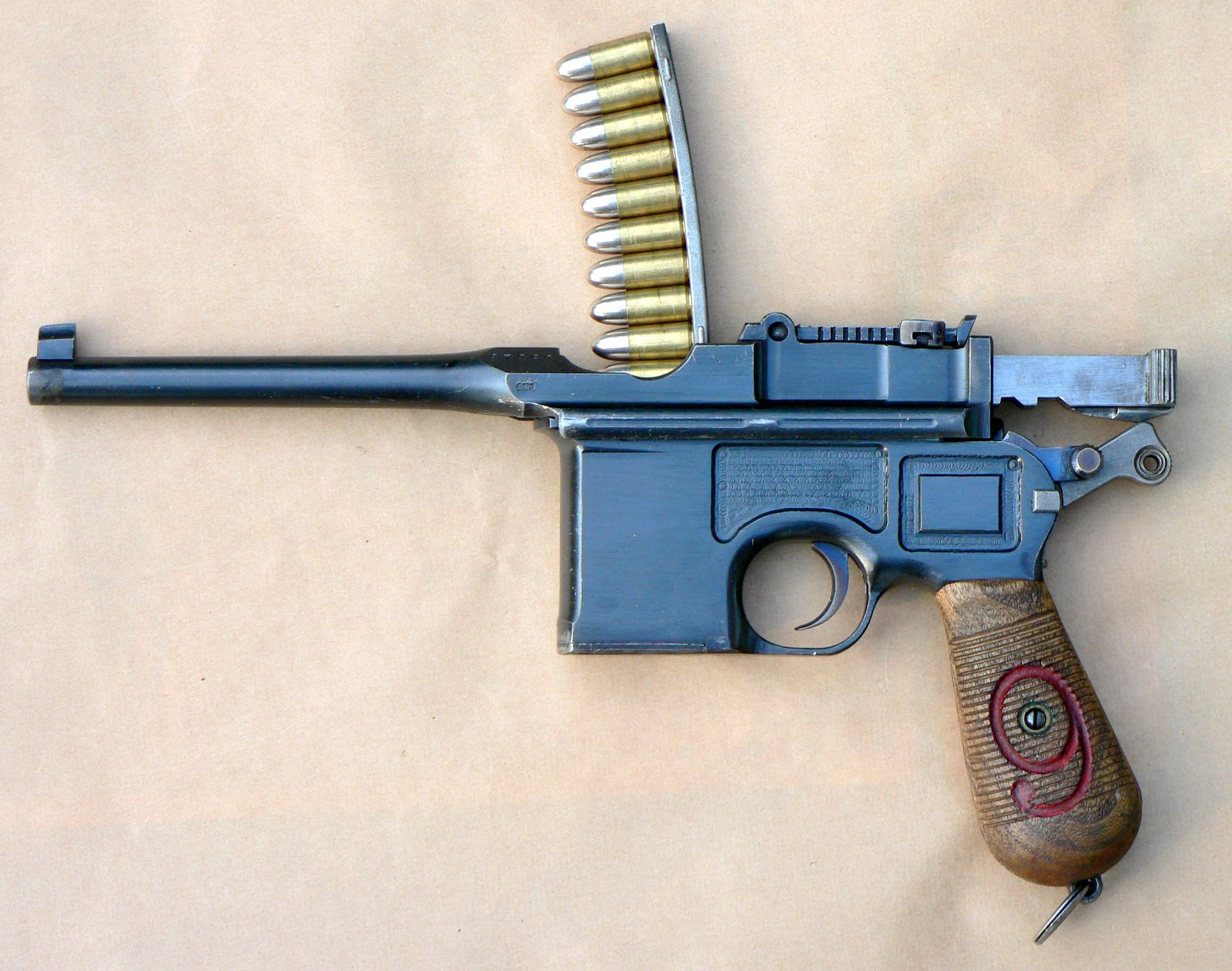
Recargando una Mauser C96 M1916 Red 9.

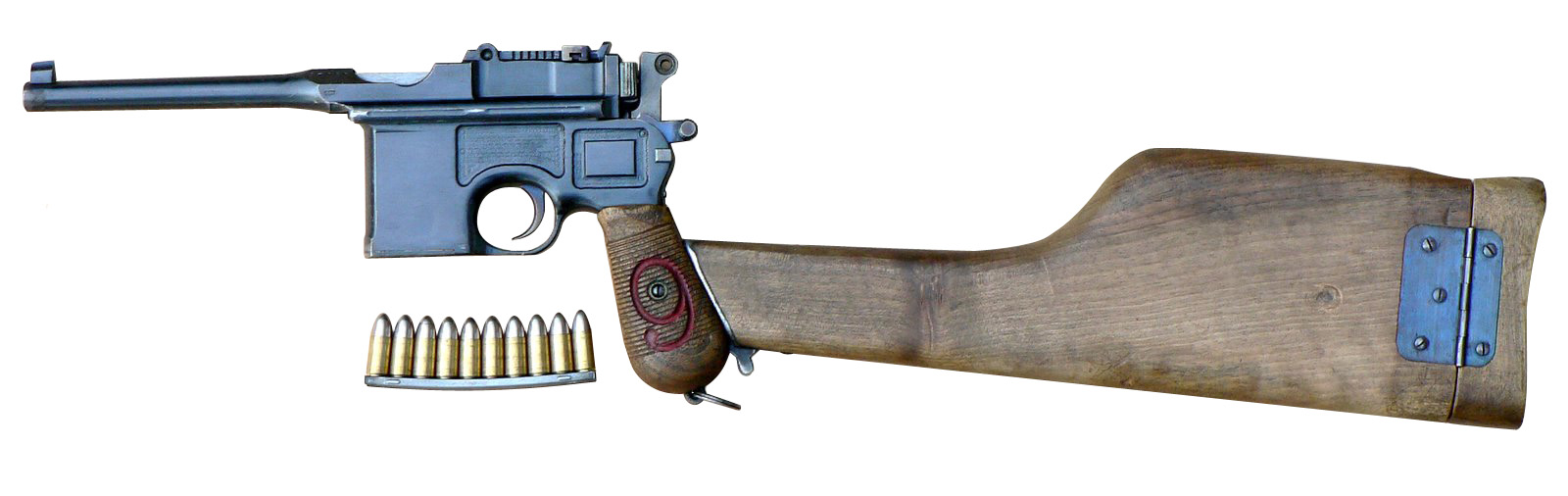
Una Mauser C96 Red 9, con su funda-culatín acoplada.

Varias pistolas C96 fueron vendidas a Rusia antes, durante y después de la Revolución de Octubre. La Mauser produjo significativas cantidades de la variante con cañón corto por encargos soviéticos durante la década de 1920, apodando a esta versión "Mauser Bolo" (abreviación de bolchevique). La Mauser Bolo estaba calibrada para el cartucho 7,63 x 25 Mauser.
Modelos importados y copias locales de la C96 fueron extensivamente empleados por los chinos durante la segunda guerra sino-japonesa y la guerra civil china. Fue apodada "caja cañón" debido a que se guardaba en su funda-culatín de madera, así como por su característico cargador interno. Algunas copias locales chinas incluso tenían grabados números de serie de pistolas C96 originales.

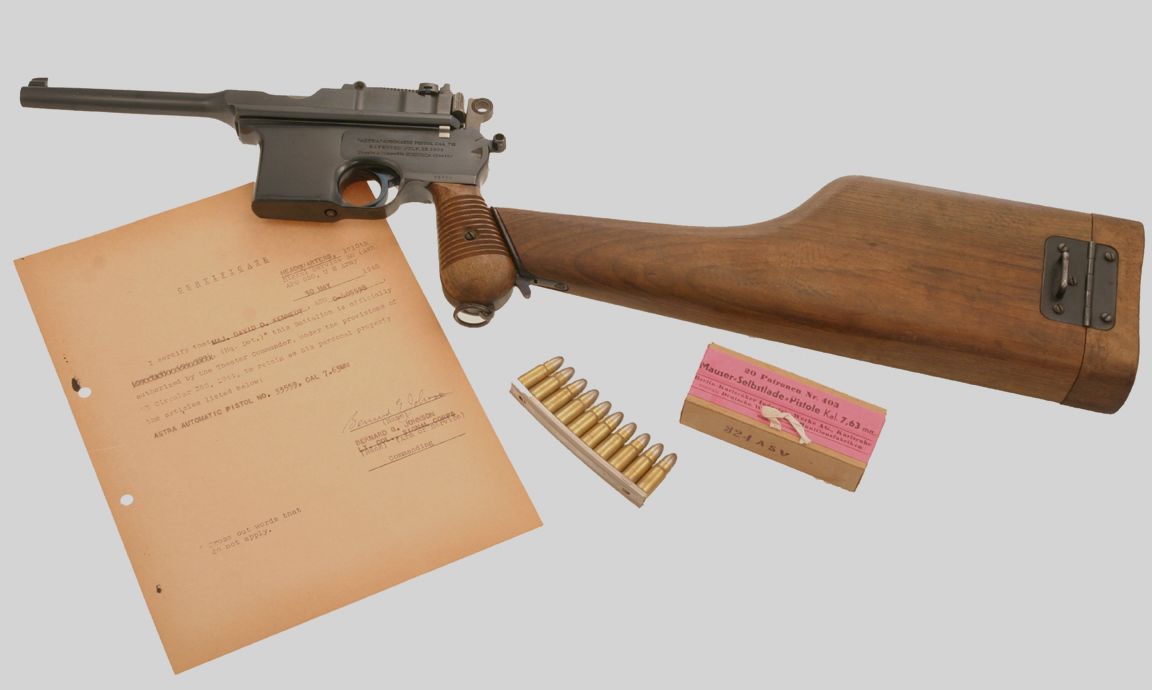
Una Astra 900, con su funda-culatín acoplada.

La C96 fue utilizada por revolucionarios hindúes durante la lucha por la independencia de la India. Líderes tales como Bhagat Singh, Chandrasekhar Azad, Asfhqulah Khan, Sukhdev Thapar y otros emplearon pistolas Mauser traficadas desde China. La C96 fue el arma preferida de los guardias judíos en la Palestina otomana y de los miembros de la Haganah en el Mandato Británico de Palestina. La mayoría de las pistolas habían sido compradas tanto por particulares como agentes del movimiento de asentamientos judíos en Europa y enviadas a Palestina. A pesar de la fama y popularidad de esta pistola a nivel mundial, el único país en donde la C96 fue la principal pistola de su Ejército y Policía fue la República de China. Hoy la Mauser C96 es una popular pistola entre los coleccionistas; varias de ellas han entrado en el mercado civil de armas tras ser exportadas desde China.
En España, la versión de los armeros vascos, fuego automático y calibrada para el cartucho 9 x 23 Largo, estuvo en dotación en algunos cuerpos de élite republicanos como el de la Guardia de Asalto.

## Usuarios
- Imperio alemán: el Ejército empleó 137.000 Mauser C96 "Red 9" durante la Primera Guerra Mundial.[8]
  -  Alemania nazi: 8000 pistolas ametralladoras Schnellfeuer fueron suministradas a la Luftwaffe durante la Segunda Guerra Mundial. También compró miles de pistolas españolas Astra Modelo 900 y 903.[8]
- Imperio austrohúngaro[11]
- Bolivia[12]
- Brasil:La policía del Distrito Federal adquirió algunas pistolas C96 a principios del siglo XX.[13] En 1930, la policía del Distrito Federal ordenó 500 pistolas M1932, algunas de las cuales también fueron compradas por la Fuerza Pública de São Paulo.[14] Algunas fuerzas policiales adquirieron pistolas Royal MM34 españolas.[15] Dos pistolas Royal con cargadores de 15 cartuchos fueron utilizadas por la policía de Alagoas en el combate que mató a Lampião[16]
- Finlandia: la empleó en la guerra civil finlandesa, la Guerra de Invierno y la Guerra de Continuación.[17]
- Reino de Italia: la Regia Marina compró 5.000 pistolas en 1899.[9] Durante la Primera Guerra Mundial, también se entregaron a la fuerza aérea. Se capturaron 700 pistolas de modelo comercial de un buque austriaco.[18]
- Imperio otomano[8]
- República de China[19]
- Segunda República Española[8]
- Unión Soviética
- Vietnam del Norte[20]

## La Mauser C96 en el cine
La C96 ha sido arma protagonista en varias obras cinematográficas, entre otras:
- The Naked Runner (Atrapado), 1967. Utilizada por Sam Laker (Frank Sinatra). Figura en el original y varias de las versiones del cartel de la película.
- Il grande silenzio, 1968. Arma utilizada por "Silencio"(Jean Louis Trintignant). Aparece en el cartel de la película.
- Sitting Target, 1972. Es el arma utilizada por Harry Lomart (Oliver Reed). Aparece en el cartel de la película.
- Brannigan, 1975. Es el arma con la que Gorman (Daniel Pilon) trata de asesinar varias veces a Brannigan (John Wayne) desde su coche.
- En la trilogía de Star Wars (La guerra de las galaxias, 1977, 1980, 1983), Han Solo (Harrison Ford) utiliza una pistola láser basada en una C96 con mira telescópica y cañón modificado, conocida como "Han Solo's Blaster".
- The Rocketeer (Rocketeer), 1991. Es el arma utilizada por el protagonista, Cliff Secord (Billy Campdell). Aparece en algunas versiones del cartel de la película.
- Tracker, 2010. Empleada por van Diemen (Ray Winstone), durante la persecución de Kereama (Temuera Morrison).
- En Lawrence de Arabia, el protagonista (Peter O'Toole) recibe un disparo de la C96 de un oficial turco.
- En Sherlock Holmes: Juego de sombras (2012), el coronel Sebastian Moran le dice a Holmes que esta pistola es el futuro.
- En Mad Max Beyond Thunderdome (1985), Max debe dejar sus armas antes de entrar en Truequeciudad. Entre estas figura una C-96.
- En Lethal Weapon 2 (1989), Arjen Rudd (Joss Ackland) usa una C-96 contra Martin Riggs (Mel Gibson), disparandole un cargador de la misma pistola.